# Bazar de Tabriz
O Bazar de Tabriz ((Persa بازار تبریز, Bāzār-e Tabriz) é um dos mais velhos bazares do Oriente Médio e o maior bazar coberto do mundo.

## História

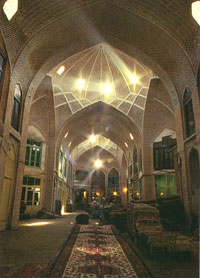
Uma parte do bazar devotada à venda de tapetes

Tabriz é um local de importância cultural desde a Antiguidade. O seu Complexo Bazar Histórico é um dos mais importantes centros comerciais da Rota da Seda. Localizado no centro da cidade de Tabriz, no Irã, a estrutura consiste de muitos sub-bazares, como o Bazar Amir (ouro e joias), Mozzafarieh (tapetes), um bazar de sapatos e muitos outros, de vários gêneros diferentes. A época mais próspera de Tabriz e seu bazar foi o Século XVI quando a cidade tornou-se a capital do Império Safávida. A cidade perdeu o status de capital no Século XVII, mas o bazar permaneceu importante como centro econômico e comercial. Embora hoje existam várias lojas e shoppings modernos, o Bazar de Tabriz permanece o coração econômico das cidades do Noroeste do Irã.
O Bazar de Tabriz também possui uma grande importância política, e isto pode ser visto com a Revolução Iraniana do século passado e a Revolução Islâmica na época contemporânea.

## Cerimônias
O bazar é utilizado para algumas cerimônias religiosas importantes. A mais famosa é o Dia da Ashura , período em que os comerciantes deixam de trabalhar por 10 dias e as cerimônias religiosas são realizadas dentro do bazar. Como outros bazares do Oriente Médio, há várias mesquitas construídas atrás do bazar.

## Restauração
Em 2000 a Organização de Herança Histórica do Irã começou um projeto de restaração do bazar, com total participação dos proptietários das lojas. O projeto de reconstrução ganhou o Prêmio Aga Khan de Arquitetura em 2013.

## UNESCO
A UNESCO inscreveu o Conjunto do Bazar Histórico de Tabriz como Patrimônio Mundial por "ser um dos mais completos exemplos do sistema comercial e cultural tradicional do Irão"

## Galeria

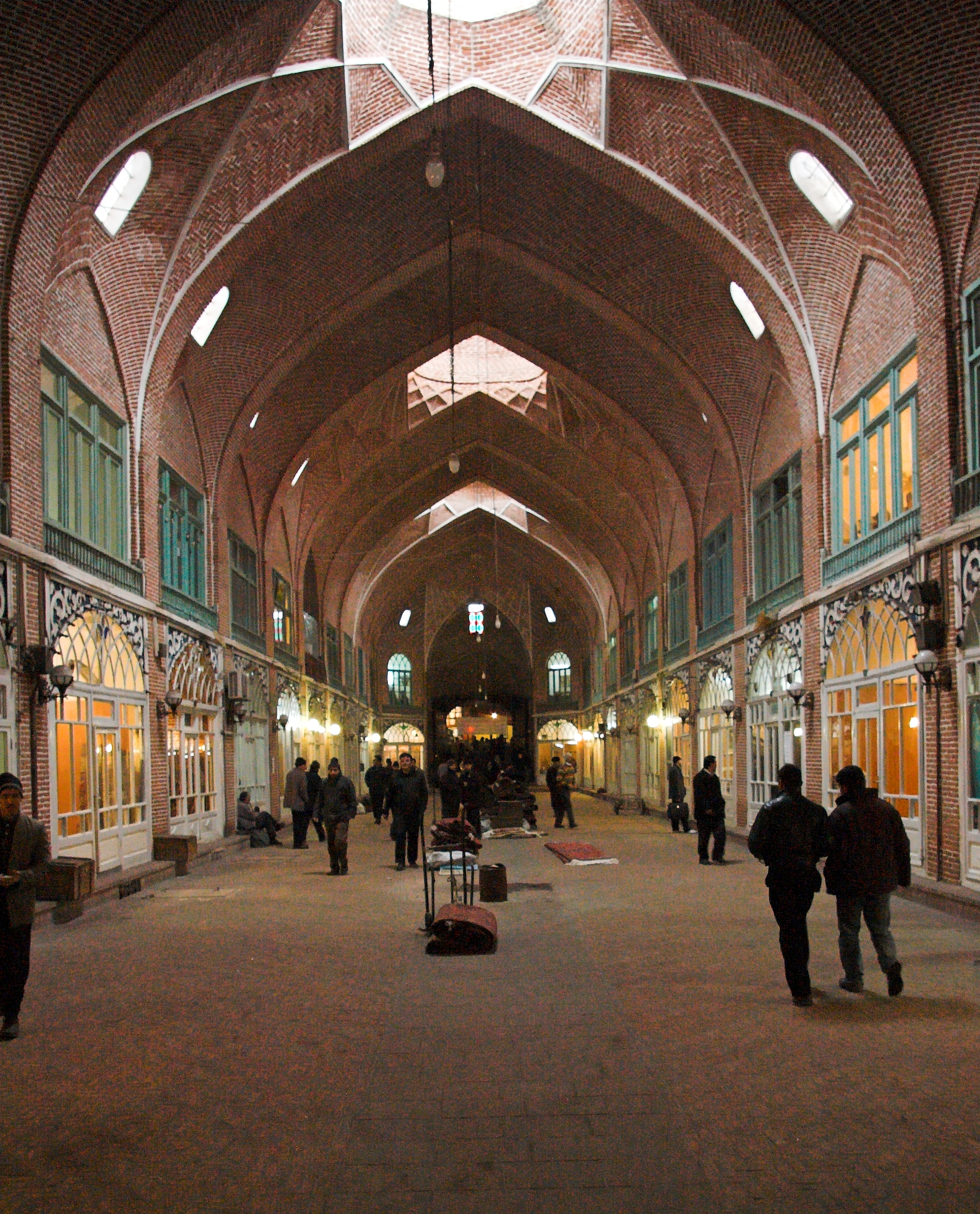
Mozaffarieh
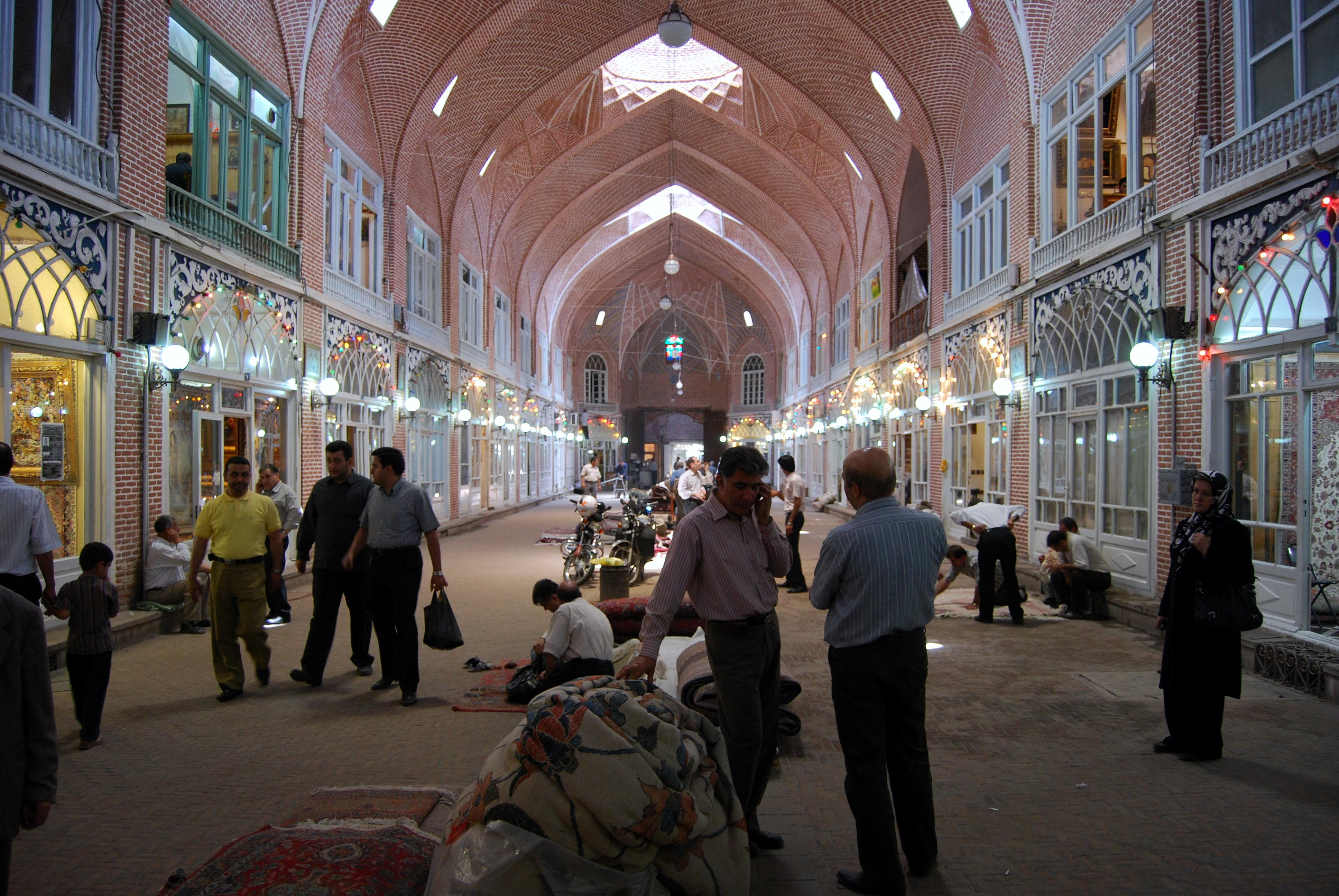
Mozaffarieh: devotado a venda de tapetes